# Zalesie (Domaszowice)
Zalesie – przysiółek wsi Domaszowice w Polsce, położony w województwie opolskim, w powiecie namysłowskim, w gminie Domaszowice.
W latach 1975–1998 przysiółek należał administracyjnie do województwa opolskiego.